# ザクセン人民党
ザクセン人民党 (ドイツ語: Sächsische Volkspartei) とは、1866年にザクセンで結成された社会主義者とブルジョワ民主主義者の合同政党。両者の党内対立により1869年には解党した。ヴィルヘルム・リープクネヒトやアウグスト・ベーベルら社会主義者たちは新たに社会民主労働者党（SDAP）を結成することになる。

## 党史
ザクセン人民党結成の背景には、普墺戦争におけるプロイセンの勝利と北ドイツ連邦の発足（1866年8月18日）が挙げられる。プロイセンの権威主義的な体制がドイツ全体に広がることの懸念から、ヴィルヘルム・リープクネヒトやアウグスト・ベーベルらは、翌日の1866年8月19日にザクセン王国・ケムニッツにおいて「ザクセン民主主義者大会」を開催し、ザクセン人民党を創設した。反プロイセンを前提として、社会主義的な労働者階級とブルジョワ民主主義者との政治的連携を図った政党だった。そのためブルジョワ民主主義政党ドイツ人民党のザクセン支部であると定義していた。
そこで定められたケムニッツ綱領は「人民の無制限の自治権」「常備軍に替えて人民軍」「身分や信教による全ての特権の廃止」を要求し、またドイツ統一については「民主的国家形態におけるドイツ統一」を要求し、「世襲中央権力ではなく、プロイセン主導の小ドイツではなく、併合により拡大したプロイセンでもなく、オーストリア主導の大ドイツでもなく、三王同盟でもなく。これら、また類似の王朝・領邦分立主義の動きは隷属、分裂、外国による支配へと導くのみであり、党はこれらと断固として戦わねばならない」と定めていた。北ドイツ連邦帝国議会の選挙には参加する方針を示したが、それは北ドイツ連邦を認めたわけではなく、普墺戦争によって作り出されたプロイセン覇権の小ドイツ統一状態とあくまで戦い、オーストリアを含めたドイツ語圏の統一を求めるためだった。
1867年2月12日の北ドイツ連邦憲法制定議会選挙に出馬し、ベーベルがグラウハウ＝メーラーネ選挙区、ラインホルト・シュラプスがツヴィカウ＝クリミチャウ選挙区で決選投票を経て当選を果たした。リープクネヒトはシュトルベルク＝シュネーベルク選挙区で落選した。続く1867年8月31日の帝国議会選挙では、リープクネヒトもシュトルベルク＝シュネーベルク選挙区で当選。またフェルディナント・ゲーツも当選した。
シュラプスとゲーツは完全なブルジョワ民主主義者であり、ベーベルもまだブルジョワ急進主義から社会民主主義への脱皮の途上にあったので、北ドイツ連邦帝国議会にプロレタリア的・革命的立場で臨んだ代議士はリープクネヒトと全ドイツ労働者協会（ラッサール派）のヨハン・バプティスト・フォン・シュヴァイツァーの2名だけだった。しかし昔からの仇敵である2人は北ドイツ連邦の評価をめぐって激しく対立した。リープクネヒトは北ドイツ連邦を直ちに叩き潰さねばならない反動的細工と見、これ以上強化しないため議会の立法的課題への実際の協力を拒否するという立場を取ったが、シュヴァイツァーは北ドイツ連邦は理想とは程遠いドイツ統一だが、抵抗できない現実と見、その地盤の上で最左翼として行動するべきだと考えていた。
またシュラプスとゲーツら党内ブルジョワ民主主義者はプロレタリア革命が激しさを増してくるにつれて、党内社会主義者を激しく非難するようになった。結局第一インターナショナルをめぐる姿勢などから党内での統一は崩れて分裂し、リープクネヒトやベーベルら社会民主主義者たちは1869年のアイゼナハ大会において社会民主労働者党（SDAP）を結成した。

## 帝国議会の党勢
| 選挙日        | 獲得議席（総議席） | 議席順位 |
| ------------- | ------------------ | -------- |
| 1867年2月12日 | 2議席（297議席）   | 第9党    |
| 1867年8月31日 | 3議席（297議席）   | 第9党    |